# Medena dežela
Medena dežela ali Medena zemlja (makedonsko Медена земја, Medena zemja) je makedonski dokumentarni film iz leta 2019 v režiji Tamare Kotevske in Ljubomirja Stefanova. Prikazuje življenje čebelarke Hatidže Muratove v oddaljeni gorski vasici Bekirlija v Severni Makedoniji ter sledi življenjskemu slogu in spremembam po prihodu nomadske družine na sosednjo posest. 
Film, prvotno zamišljen kot dokumentarni kratki film o pokrajini ob reki Bregalnici v osrednjem delu države, podprt s strani vlade, je spremenil temo, ko je ekipa srečala eno izmed zadnjih tamkajšnjih prebivalk, z imenom Hatidže. 
Film je bil premierno predvajan 28. januarja 2019 na festivalu Sundance, nato pa je 26. julija 2019 prišel v kinematografe v ZDA.
Snemanje je trajalo tri leta, režiserji so skupno zbrali štiristo ur posnetkov. V dokumentarnem filmu so bile obravnavane različne okoljske tematike, kot so podnebne spremembe, izguba biotske raznovrstnosti in izkoriščanje naravnih virov. Glavna akterja dokumentarca si nasprotujeta v dveh ideologijah, in sicer ravnovesju človeštva z ekosistemom, prikazanim skozi mentaliteto Hatidže ter potrošništvu in izčrpavanju virov na drugi strani, ki se jih poslužujejo novi sosedje. Režiserjeva pozornost je bila osredotočena na vizualno gradivo, zvok med montažo ni bil uporabljen. Medena dežela vsebuje elemente več dokumentarnih slogov in nenazadnje prikazuje tudi odnos glavne junakinje z mamo in sosedi.
Dokumentarec je bil deležen širokega in splošnega priznanja sodobnih filmskih kritikov, ki so pohvalili podrobnosti in idejo sporočilnosti ohranjanja narave. Prejel je številne nagrade na festivalih v Evropi in ZDA. Bil je edini film, ki je na filmskem festivalu Sundance 2019 osvojil tri različne nagrade. Trenutno je nominiran za najboljši mednarodni celovečerni film v kategoriji tujih filmov ter za najboljši dokumentarni film na 92. nagradah Akademije. S to nominacijo je film postal prvi dokumentarec v zgodovini, ki je prejel nominacijo v obeh kategorijah. To je tudi prva makedonska nominacija za oskarja po filmu "Pred dežjem" (1994).